# Lombach

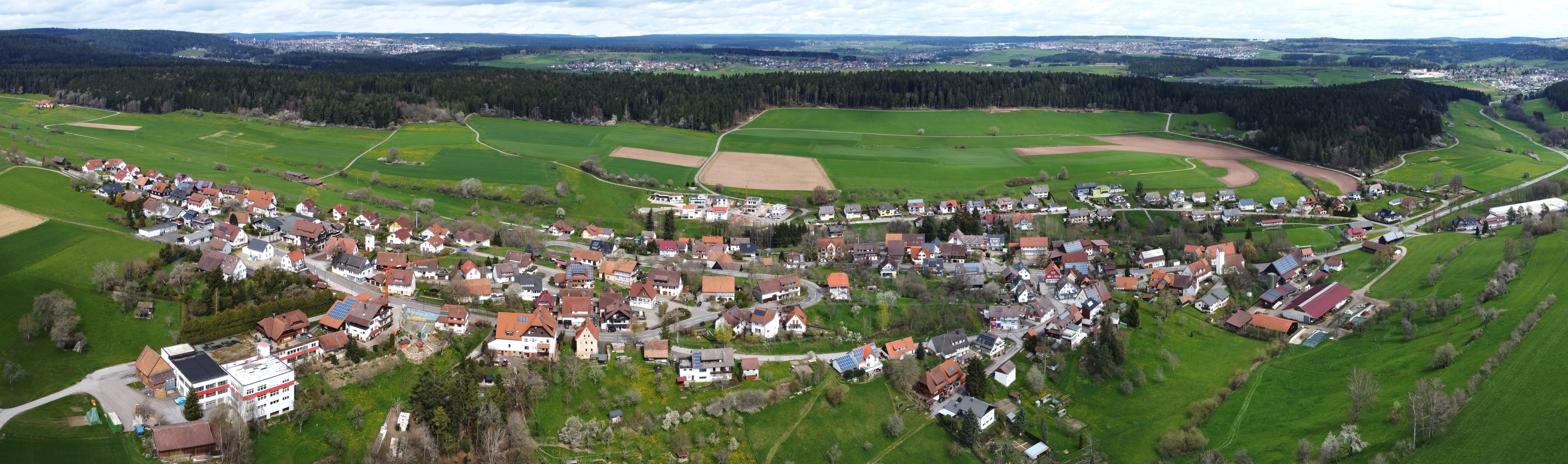
Panoramabild Lombach April 2023

Der Ort Lombach ist seit 1974 der Gemeinde Loßburg, Landkreis Freudenstadt in Baden-Württemberg, zugeordnet. Der Ort liegt in 578 m ü. NN und hatte im März 2011 682 Einwohner.

## Geschichte
In Lombach hatten ursprünglich die Pfalzgrafen von Tübingen Besitz. Diesen schenkten sie dem Kloster Bebenhausen. In einer päpstlichen Urkunde vom 8. März 1229 wurde die Schenkung bestätigt. Hier wurde Lombach zum ersten Mal mit genauem Datum erwähnt. Der Ort ist nach dem gleichnamigen Bach genannt. Lum (schwäbisch: lummelig) bedeutet weiches, lockeres Gestein. Das Kloster Bebenhausen bewirtschaftete am Ort auf Grund der Schenkung einen Hof, der später an die Neunecker kam. Über Rudolf von Ehingen kam das Gut 1517 mit der Gerichtsbarkeit an die Abtei Alpirsbach. Das Kloster besaß jedoch schon 1463 in Lombach umfangreiche Rechte über die Zinsleute (Lombacher und Zugezogene). Seit 1501 unterstand der ganze Ort Lombach mit der Herrschaft Loßburg dem Kloster Alpirsbach.
Von den 18 Höfen des Klosters Reichenbach entlang des Fischbachtals lagen auch einige in Lombach. Ein Gerichtshof dieses Klosters, der "Stehelins Hoff" (Stählinshof), stand auf heutiger Lombacher Markung unterhalb der Kalkhalde beim Fischbach. Der Hof ist in der Gerichtsverordnung von 1463 erstmals erwähnt. Die Gerichtstage konnten aber auch in einem anderen Ort der 18 Höfe abgehalten werden. Das Kloster Reichenbach verfügte hier jedoch nur über die niedere Gerichtsbarkeit. Nach dem Dreißigjährigen Krieg ist der Stählinshof in den Lagerbüchern nicht mehr genannt.
Am 1. Juli 1974 wurde Lombach nach Loßburg eingemeindet.
Zum Ort gehören Sulzbach (1269 erwähnt) und Ursental, das 1471 mit einem Müller im Dornstetter Schatzungsbuch genannt ist. Der Hof war einst einer der 18 Höfe des Klosters Reichenbach.

## Befestigung
Vom „Steinhausbuckel“ im Fischbachtal ist lediglich bekannt, dass es sich um eine früh- oder hochmittelalterliche Wehranlage handelt. Der Hügel liegt im Fischbachtal, Gemarkung Lombach, (Parzelle 453/1 und 453/2), gegenüber dem Schafstall. Die Befestigungsanlage liegt verhältnismäßig tief im Tal. Sie kann somit aus einer Zeit stammen, als Höhenburgen noch nicht üblich waren.
Dieses Bollwerk stand an einem alten Weg, der ziemlich geradlinig nach Osten an der Burg Neuneck vorbei zur einstigen Heerstraße (Römerstraße) bei Oberiflingen führt. Im Lagerbuch Lombach von 1560 heißt der Weg oberhalb des Schafstalls "Herdweg". Der Name kann einen Heerweg oder einen Herdenweg bezeichnen. Hier dürfte auch der alte Kirchweg von Lombach zur Urpfarrei Oberiflingen verlaufen sein.
Von Lombach aus sieht Peter Goessler einen römischen Verbindungsweg über die spätere Masselstraße bei Rodt (Loßburg) zum Kniebis.
Die Alamannen wie die Franken drangen auf den bestehenden Straßen ins Land und haben sich in deren Nähe niedergelassen und ihre Wehranlagen errichtet. So lag auch die Burg "Steinhausbuckel" aus frühgeschichtlicher Zeit möglicherweise an einer uralten Straße. Die Fundstelle kann als eines der ältesten Kulturdenkmale im Kreis Freudenstadt angesehen werden.
Ein Zusammenhang der Wehranlage mit dem abgegangenen Streu-Weiler "Fischbach" ist nicht nachgewiesen.

## Kirchliches

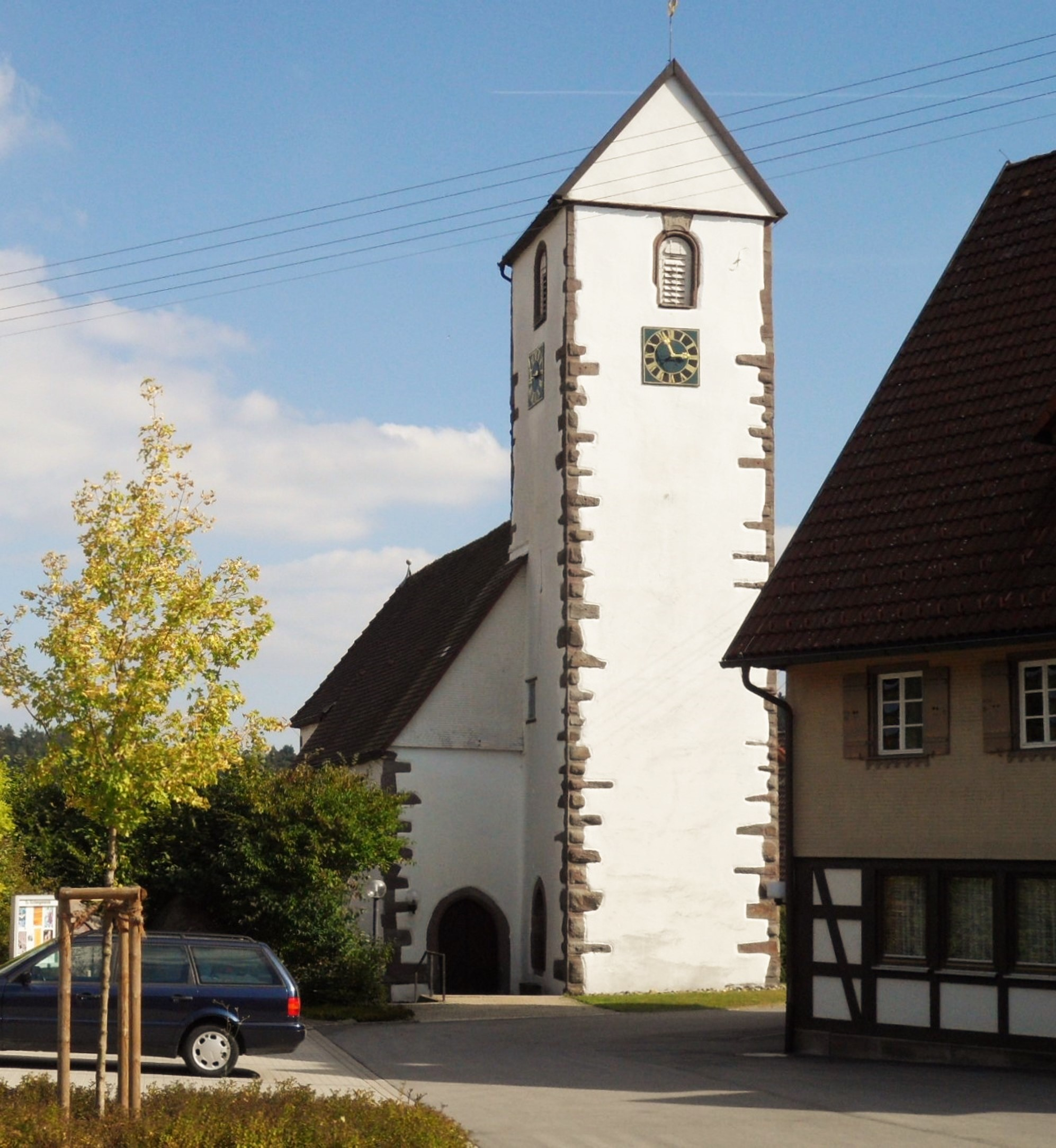
Evang. Johanneskirche Lombach

1348 ist erstmals die Johannes dem Täufer geweihte Kirche erwähnt. Lombach gehörte einst zur Mutterpfarrei Oberiflingen. 1463 war am Ort ein Kaplan, und 1472 hatte Lombach eine eigene Pfarrei. 1538 ist die Einführung der Reformation in Alpirsbach und damit auch in Lombach mit der „Herrschaft Loßburg“ abgeschlossen. Nach der Reformation wurde Lombach bis 1561 von Wittendorf betreut, wurde dann selbständige Pfarrei mit der Filiale Loßburg. Seit 1968 ist der Wittendorfer Pfarrer wieder für die Seelsorge zuständig. 1973 errichtete die Pfarrgemeinde ein evangelisches Gemeindehaus.
Das heutige Kirchenschiff wurde 1786 umgebaut. Turm und Chor sind älter.
Im abgegangenen Ort Fischbach lag auf Lombacher Markung im Gewann „Pfarrgärtle“ beim Brigida-Brunnen oberhalb des Türnenbachs ein Marienkirchlein, das wohl ebenfalls zur Mutterpfarrei Oberiflingen gehörte.

## Trivia
Die Hebsack-Sage erzählt von den Burgfräulein aus Lombach, die Schlag Mitternacht zum Tanz auf den "Hebsack" gehen. Das Gewann liegt auf Lombacher und Wittendorfer Markung.